# Bobby Schmautz
Bobby James Schmautz (né le 28 mars 1945 à Saskatoon, dans la Saskatchewan, au Canada et mort le 28 mars 2021 à Peoria en Arizona aux États-Unis) est un joueur professionnel canadien de hockey sur glace qui évoluait au poste d'ailier droit. Il est le frère du joueur de hockey professionnel, Cliff Schmautz.

## Biographie
Après avoir évolué en junior pour son équipe locale, les Quakers de Saskatoon dans la Saskatchewan Junior Hockey League (SJHL). Il signe son premier contrat professionnel en 1965 avec les Blades de Los Angeles de la Western Hockey League et fait ses débuts dans la Ligue nationale de hockey lors de la saison 1967-1968 avec les Black Hawks de Chicago.
Il est ensuite l'objet de plusieurs transaction qui l'amènent finalement chez les Canucks de Vancouver. Il y passe quatre saisons avant d'être échangé aux Bruins de Boston en février 1974 contre Fred O'Donnell, Chris Oddleifson et les droits sur Mike Walton. Avec les Bruins, il dispute notamment la finale de la Coupe Stanley en 1977, où il marque un but en prolongation lors du 4e match qui permet aux Bruins d'égaliser à deux victoires partout mais ceux-ci perdent ensuite les deux derniers matchs. Il est échangé en 1979 aux Oilers d'Edmonton puis aux Rockies du Colorado deux mois plus tard. Agent libre à l'issue de la saison, il signe un dernier contrat avec les Canucks avant de prendre sa retraite de joueur.
Il meurt le 28 mars 2021, jour de son anniversaire de naissance, à l'âge de 76 ans en à Peoria en Arizona,.

## Statistiques
| Saison     | Équipe                                       | Ligue        |     | Saison régulière | Saison régulière | Saison régulière | Saison régulière | Saison régulière | Saison régulière |    | Séries éliminatoires | Séries éliminatoires | Séries éliminatoires | Séries éliminatoires | Séries éliminatoires | Séries éliminatoires |
| Saison     | Équipe                                       | Ligue        | PJ  | B                | A                | Pts              | Pun              | +/-              | PJ               | B  | A                    | Pts                  | Pun                  | +/-                  |                      |                      |
| 1962-1963  | Quakers de Saskatoon                         | SJHL[Quoi ?] | 54  | 28               | 31               | 59               | 42               |                  |                  |    |                      |                      |                      |                      |                      |                      |
| 1962-1963  | Quakers de Saskatoon                         | SSHL[Quoi ?] |     |                  |                  |                  |                  |                  | 7                | 1  | 1                    | 2                    | 0                    |                      |                      |                      |
| 1963-1964  | Quakers de Saskatoon                         | SJHL         | 60  | 55               | 43               | 98               | 114              |                  | 12               | 12 | 12                   | 24                   | 20                   |                      |                      |                      |
| 1964-1965  | Blades de Saskatoon                          | SJHL         | 44  | 45               | 34               | 79               | 113              |                  | 5                | 4  | 4                    | 8                    | 10                   |                      |                      |                      |
| 1964-1965  | Blades de Los Angeles                        | WHL          | 5   | 0                | 1                | 1                | 0                |                  |                  |    |                      |                      |                      |                      |                      |                      |
| 1965-1966  | Blades de Los Angeles                        | WHL          | 70  | 7                | 16               | 23               | 27               |                  |                  |    |                      |                      |                      |                      |                      |                      |
| 1966-1967  | Blades de Los Angeles                        | WHL          | 37  | 3                | 7                | 10               | 19               |                  |                  |    |                      |                      |                      |                      |                      |                      |
| 1967-1968  | Black Hawks de Chicago                       | LNH          | 13  | 3                | 2                | 5                | 6                | +1               | 11               | 2  | 3                    | 5                    | 2                    |                      |                      |                      |
| 1967-1968  | Black Hawks de Dallas                        | CPHL         | 54  | 23               | 23               | 46               | 83               |                  |                  |    |                      |                      |                      |                      |                      |                      |
| 1968-1969  | Black Hawks de Chicago                       | LNH          | 63  | 9                | 7                | 16               | 37               | -5               |                  |    |                      |                      |                      |                      |                      |                      |
| 1969-1970  | Golden Eagles de Salt Lake Totems de Seattle | WHL          | 66  | 32               | 27               | 59               | 89               |                  | 3                | 0  | 2                    | 2                    | 5                    |                      |                      |                      |
| 1970-1971  | Totems de Seattle                            | WHL          | 42  | 16               | 21               | 37               | 59               |                  |                  |    |                      |                      |                      |                      |                      |                      |
| 1970-1971  | Canucks de Vancouver                         | LNH          | 26  | 5                | 5                | 10               | 14               | +2               |                  |    |                      |                      |                      |                      |                      |                      |
| 1971-1972  | Canucks de Vancouver                         | LNH          | 60  | 12               | 13               | 25               | 82               | -10              |                  |    |                      |                      |                      |                      |                      |                      |
| 1971-1972  | Americans de Rochester                       | LAH          | 7   | 7                | 8                | 15               | 8                |                  |                  |    |                      |                      |                      |                      |                      |                      |
| 1972-1973  | Canucks de Vancouver                         | LNH          | 77  | 38               | 33               | 71               | 137              | -17              |                  |    |                      |                      |                      |                      |                      |                      |
| 1973-1974  | Canucks de Vancouver                         | LNH          | 49  | 26               | 19               | 45               | 58               | 0                |                  |    |                      |                      |                      |                      |                      |                      |
| 1973-1974  | Bruins de Boston                             | LNH          | 27  | 7                | 13               | 20               | 31               | +6               | 16               | 3  | 6                    | 9                    | 44                   |                      |                      |                      |
| 1974-1975  | Bruins de Boston                             | LNH          | 56  | 21               | 30               | 51               | 63               | +23              | 3                | 1  | 5                    | 6                    | 6                    |                      |                      |                      |
| 1975-1976  | Bruins de Boston                             | LNH          | 75  | 28               | 34               | 62               | 116              | +13              | 11               | 2  | 8                    | 10                   | 13                   |                      |                      |                      |
| 1976-1977  | Bruins de Boston                             | LNH          | 57  | 23               | 29               | 52               | 62               | +25              | 14               | 11 | 1                    | 12                   | 10                   |                      |                      |                      |
| 1977-1978  | Bruins de Boston                             | LNH          | 54  | 27               | 27               | 54               | 87               | +24              | 15               | 7  | 8                    | 15                   | 11                   |                      |                      |                      |
| 1978-1979  | Bruins de Boston                             | LNH          | 65  | 20               | 22               | 42               | 77               | -1               | 11               | 2  | 2                    | 4                    | 6                    |                      |                      |                      |
| 1979-1980  | Bruins de Boston                             | LNH          | 20  | 8                | 6                | 14               | 8                | -1               |                  |    |                      |                      |                      |                      |                      |                      |
| 1979-1980  | Oilers d'Edmonton                            | LNH          | 29  | 8                | 8                | 16               | 20               | -4               |                  |    |                      |                      |                      |                      |                      |                      |
| 1979-1980  | Rockies du Colorado                          | LNH          | 20  | 9                | 4                | 13               | 53               | -10              |                  |    |                      |                      |                      |                      |                      |                      |
| 1980-1981  | Canucks de Vancouver                         | LNH          | 73  | 27               | 34               | 61               | 137              | -5               | 3                | 0  | 0                    | 0                    | 0                    |                      |                      |                      |
| Totaux LNH | Totaux LNH                                   | Totaux LNH   | 764 | 271              | 286              | 557              | 988              | +41              | 84               | 28 | 33                   | 61                   | 92                   |                      |                      |                      |